# Cytochrome P450
Les cytochromes P450 (CYP450) sont des hémoprotéines — protéines ayant une molécule d'hème comme cofacteur — qui interviennent dans les réactions d'oxydoréduction d'un grand nombre de grosses ou de petites molécules, qu'il s'agisse de substrats naturels du métabolisme endogène ou de xénobiotiques (polluants, toxines, drogues, médicaments, etc.). Ce sont généralement les oxydases finales d'une chaîne de transport d'électrons. L'abréviation P450 provient de la spectrophotométrie : lorsque ces enzymes sont à l'état réduit et complexées avec le monoxyde de carbone, le pic d'absorbance se situe à une longueur d'onde de 450 nm.
La réaction catalysée par les cytochromes P450 la plus courante correspond à une activité monooxygénase : un groupe hydroxyle est formé avec un atome d'oxygène provenant d'une molécule d'oxygène (O2), l'autre atome d'oxygène étant réduit en eau (H2O) à l'aide du NADPH :
RH + O2 + NADPH + H+ → ROH + H2O + NADP+
On connaît plus de 18 000 protéines différentes dans la famille des cytochromes P450. Ces enzymes ont été identifiées aussi bien chez des animaux que chez des plantes, des mycètes, des protistes, des bactéries, des archées et même des virus. Elles n'ont cependant pas été observées chez E coli.

## Systèmes de cytochromes P450
La plupart des cytochromes P450 ont besoin, pour fonctionner, d'un autre cofacteur, en l'occurrence une « protéine partenaire » qui leur fournit un ou plusieurs électrons réduisant leur atome de fer, ainsi que d'une molécule de dioxygène. Ils sont classés en plusieurs systèmes en fonction de la nature des protéines impliquées dans le transfert d'électrons :
- le système P450 microsomial, dans lequel les électrons sont transférés depuis une molécule de NADPH grâce à une cytochrome P450 réductase (CPR, POR ou CYPOR). Le cytochrome b5 (CYB5) peut également contribuer à l'activité réductrice de ce système après avoir été lui-même réduit par la cytochrome b5 réductase (CYB5R) ;
- le système P450 mitochondrial, dans lequel les électrons sont transférés depuis une molécule de NADPH grâce à l'adrénodoxine réductase et à l'adrénodoxine ;
- le système P450 bactérien, dans lequel les électrons sont transférés grâce à une ferrédoxine réductase et à la ferrédoxine ;
- le système CYB5R/CYB5/P450, dans lequel les deux électrons requis par le cytochrome P450 proviennent de la cytochrome b5 réductase et du cytochrome b5 ;
- le système FMN/Fd/P450, trouvé à l'origine chez Rhodococcus, et dans lequel une réductase à FMN est fusionnée au cytochrome P450 ;
- les systèmes P450 n'ayant pas besoin d'élément réducteur externe : notamment la thromboxane-A synthase (en) (CYP5, EC 5.3.99.5), la prostacycline synthase (en) (CYP8, EC 5.3.99.4) et l'allène oxyde synthase (CYP74A, EC 4.2.1.92).

## Chez les vertébrés
Les cytochromes P450 des vertébrés sont principalement exprimés dans le foie. Les composés qu'ils oxydent deviennent plus polaires et peuvent être ainsi excrétés, en particulier par les reins, dans les urines.

## Typologies
Plusieurs cytochromes P450 ont une importance particulière en médecine et en pharmacologie.
En effet, ces hémoprotéines peuvent jouer un rôle dans l'apparition de certains cancers.
Par ailleurs, les cytochromes participent activement à la biotransformation de nombreuses molécules exogènes (dites « xénobiotiques »), contribuant ainsi à la détoxication de l'organisme, mais aussi à celle de nombreux médicaments dans l'organisme. Plus les cytochromes P-450 sont actifs, plus les médicaments sont biotransformés rapidement. La biotransformation abolit ou réduit généralement l'activité des médicaments dont les métabolites sont pharmacologiquement inactifs. On peut aussi tirer parti des cytochromes pour transformer un médicament inactif (promédicament) en métabolite actif (comme pour la codéine avec le CYP2D6).
Les cytochromes P450 sont associés à la face cytosolique du réticulum endoplasmique lisse.

## Types

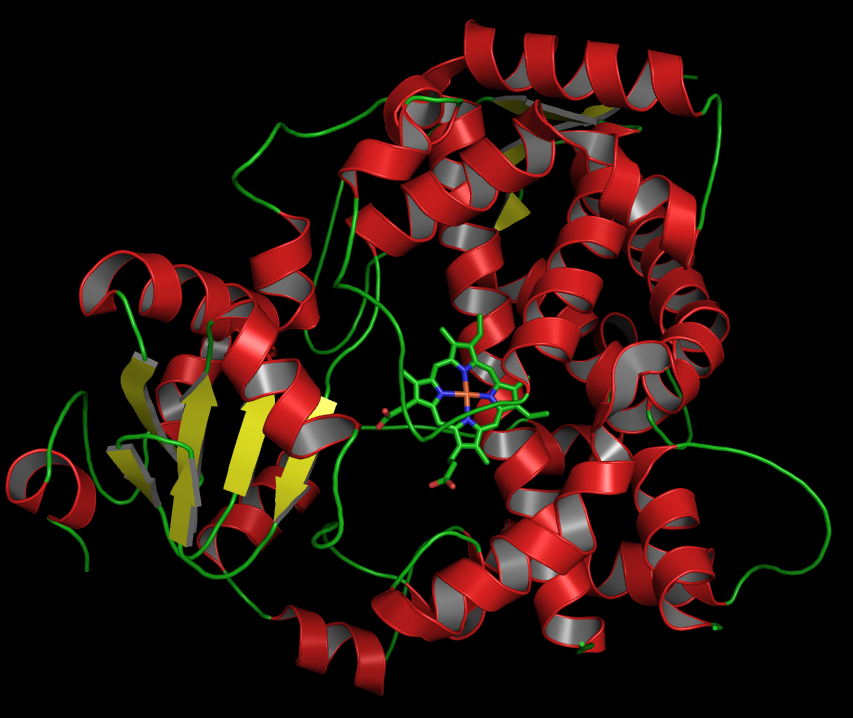
Structure du sous type CYP3A4 du cytochrome P450

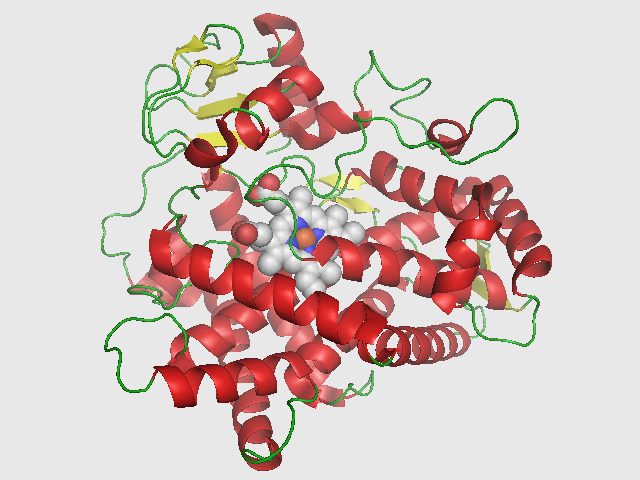
Structure du sous type CYP2D6 du cytochrome P450

Il existe des centaines de cytochromes différents, répartis dans quatre familles (CYP1, CYP2, CYP3 et CYP4). On distingue également des sous-familles (CYP1A, CYP2D, etc.) et des isoenzymes distinctes (CYP3A4, CYP2D6, etc.). Chaque type de cytochrome P450 a une fonction différente. Voici quelques exemples :
- CYP2C9 : biotransformation de la plupart des anti-inflammatoires non stéroïdiens (AINS), des antidiabétiques oraux, des anticoagulants oraux (acénocoumarol, warfarine), de la phénytoïne (anticonvulsant) et d'antihypertenseurs (losartan) ;
- CYP2D6 : biotransformation de la codéine en morphine, de certains antiarythmiques et antidépresseurs, des bêta-bloquants et de neuroleptiques ;
- CYP1A2 : biotransformation de la caféine et de la théophylline, de l'imipramine et du paracétamol ;
- CYP3A4 : biotransformation de la plupart des médicaments, par exemple de la codéine en norcodéine, ce qui l'inactive ;
- CYP2C19 : biotransformation du clopidogrel, du diazépam, de l'imipramine, du propranolol ou de l'oméprazole ;
- CYP11A1 : hydrolyse du cholestérol en prégnénolone. Aussi appelé CYP450scc ou P450scc (scc pour side-chain cleavage) ou enzyme de clivage de la chaîne latérale du cholestérol (cholesterol side-chain cleavage enzyme) ;
- CYP17A1 : hydroxylation de la prégnénolone en 17-hydroxyprégnénolone et de la progestérone, en 17-hydroxyprogestérone. Il permet aussi d'hydroxyler le corticostérone en cortisol, c'est une enzyme importante dans la stéroïdogénèse. Aussi appelée 17α-hydroxylase ;
- CYP7A1.